# Sauté di cozze e vongole
Il sauté di cozze e vongole è un piatto tipico della cucina costiera italiana a base di frutti di mare. Si tratta di un particolare sauté preparato con molluschi.

## Descrizione
Gli ingredienti principali sono cozze e vongole, oltre a olio d'oliva, aglio, peperoncino, sale, vino bianco secco, prezzemolo. Oltre che antipasto, può anche costituire un piatto unico.
In alcune regioni come Abruzzo e Marche, assume altre denominazioni, come brodetto cozze e vongole. In altre regioni costiere italiane, come Liguria, Toscana, Lazio, Campania, Puglia, Calabria, Sicilia, le varianti della ricetta sono numerose, alcune preparate o con sole cozze o con sole vongole; caratteristica ad esempio è la preparazione con sole cozze e l'aggiunta di abbondante pepe, denominata specialmente nel sud come impepata di cozze.

## Varianti
Ha come variante principale l'uso dei pomodori, e l'essere servito accompagnato da bruschette.

## Galleria d'immagini

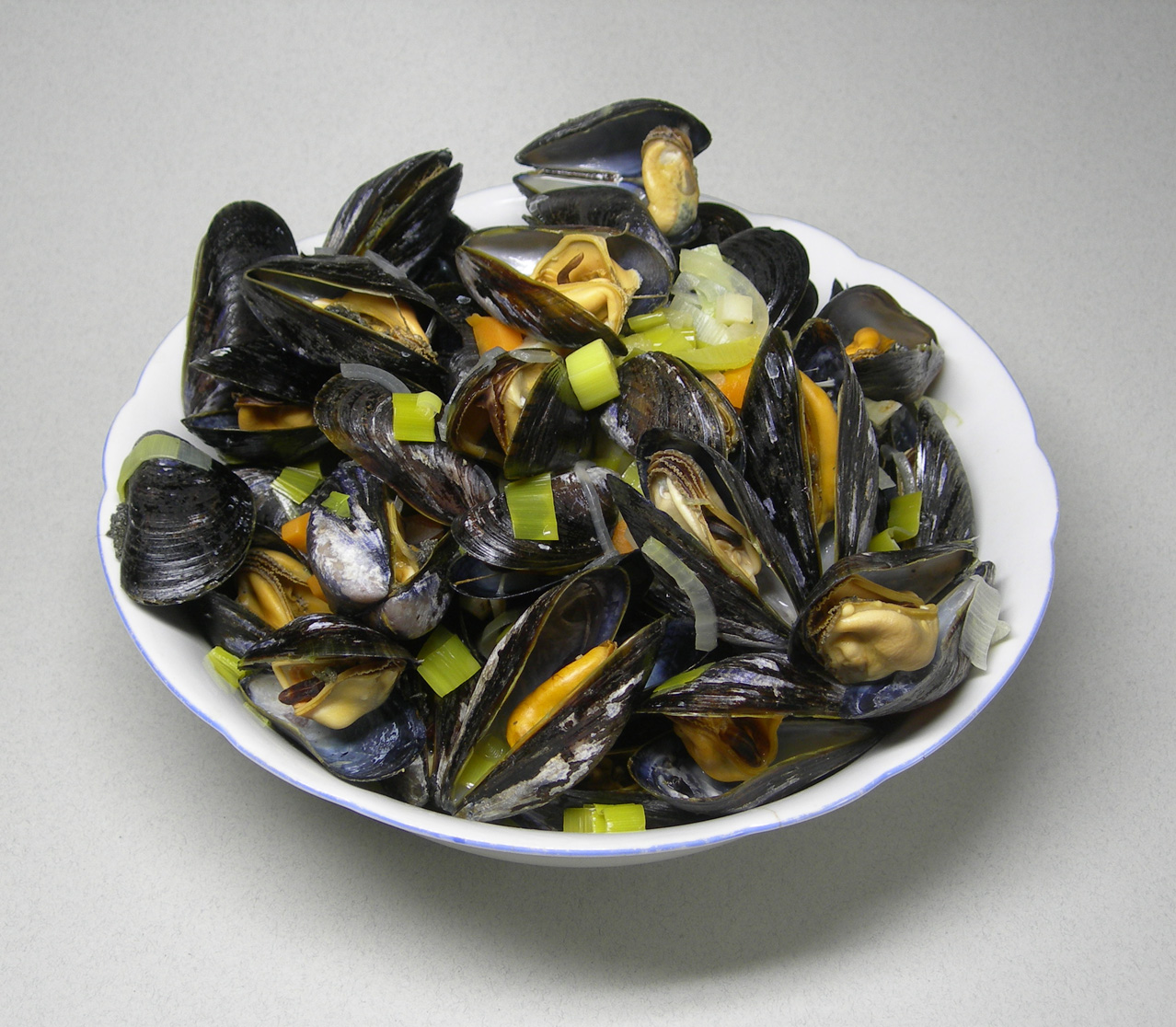
Cozze
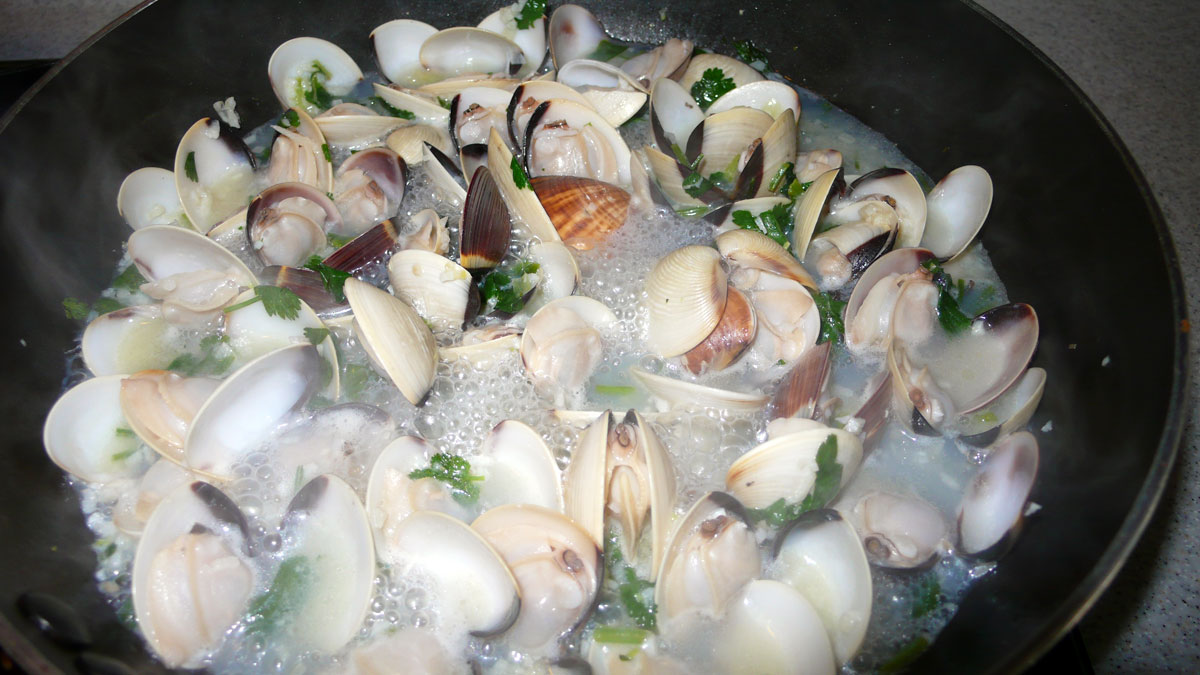
Vongole